# DeWitt Clinton
DeWitt Clinton, född 2 mars 1769 i Little Britain, New York, död 11 februari 1828 i Albany, New York, var en amerikansk politiker som var New Yorks guvernör och spelade en avgörande roll vid beslutet att bygga Eriekanalen.

## Biografi
DeWitt Clinton blev efter juridiska studier privatsekreterare till sin farbror, USA:s vicepresident George Clinton. 1798 blev han medlem av delstatens lagstiftande församling och var tillsammans med George Clinton det demokratiska partiets ledare i delstaten New York.
Han var federalisternas presidentkandidat i presidentvalet i USA 1812 men förlorade mot James Madison. Clinton var en demokratisk-republikansk ledamot av USA:s senat för delstaten New York åren 1802–1803. Därefter var han New Yorks borgmästare 1803–1807, 1808–1810 samt 1811–1815. Han var New Yorks viceguvernör 1811–1813 och guvernör 1817–1823 samt 1825–1828.
1815 namngavs fortet Castle Clinton (tidigare Castle Gardens) efter DeWitt Clinton.
DeWitt Clintons avled 1828 och hans grav finns på Green-Wood Cemetery i Brooklyn.